# Podangis
Podangis – rodzaj roślin z rodziny storczykowatych (Orchidaceae). Obejmuje dwa epifityczne gatunki występujące w tropikalnej części Afryki. Rośliny można znaleźć w Angoli, Kamerunie, Demokratycznej Repubice Konga, Beninie, Gwinei Równikowej, Gabonie, Ghanie, na wyspach Zatoki Gwinejskiej, na Wybrzeżu Kości Słoniowej, Liberii, Nigerii, Sierra Leone, Togo, Ugandzie, w Senegalu oraz Tanzanii.

## Morfologia
Pędy nagie o łodydze zwykle skróconej. Liście wyprostowane, szablaste i mięsiste, z nasadami zachodzącymi na siebie. Kwiatostany wyrastają w kątach liści i mają postać luźnych baldachogron, krótszych od liści. Przysadki drobne, suche i błoniaste. Kwiaty odwrócone, wąskie, średniej wielkości, o listkach okwiatu wolnych, szeroko rozpostartych, tych z wewnętrznego okółka są nieco krótsze od zewnętrznych. Zalążnia wąska i osadzona na długiej szypułce. Warżka kolista z długą, wąskostożkową i dętą ostrogą, często rozwidloną na końcu. Prętosłup krótki, rostellum wąskie i dwudzielne. Pylnik położony szczytowo. Pyłkowiny są dwie, kuliste, każda z wąską nóżką. Tarczka nasadowa (łac. viscidium) pojedyncza, stosunkowo duża.

## Systematyka
Rodzaj sklasyfikowany do podplemienia Angraecinae w plemieniu Vandeae, podrodzina epidendronowe Epidendroideae, rodzina storczykowate Orchidaceae.
Wykaz gatunków
- Podangis dactyloceras (Rchb.f.) Schltr.
- Podangis rhipsalisocia (Rchb.f.) P.J.Cribb & Carlsward